# Dieter Roth
Dieter Roth, född 21 april 1930, död 5 juni 1998, var en schweiziskfödd konstnär, mest känd för sitt arbete med artist's books, grafik, skulptur, och verk skapade av funnet material, som exempelvis rutten mat. Han är även känd som Dieter Rot och Diter Rot.

## Biografi

### Unga år
Karl-Dietrich Roth föddes i Hannover i dåvarande Weimarrepubliken i Tyskland 21 april 1930 som äldste sonen av tre. Hans mor Vera var tyska och fadern Karl-Ulrich var schweizisk affärsman. Efter andra världskrigets utbrott tillbringade Roth somrarna i Schweiz under överinseende av välgörenhetsorganisationen Pro Juventute, som försökte skydda schweiztyska barn från krigets värsta härjning. 1943 hade exilen blivit permanent, och Roth sändes till Zürich för att bo med Fritz Wyss familj. I detta hus levde vid den här tiden judiska och kommunistiska konstnärer och skådespelare och det var här som Roth uppmuntrades att börja måla och skriva poesi. Han återförenades först 1946 med sin familj som då var helt utblottad.
Familjen flyttade 1947 till Bern i Schweiz där Roth påbörjade en praktikplats på reklambyrå. Efter att ha sett en utställning med Paul Klee, "en chock som skulle växa till en besatthet", började han mer och mer att undersöka den moderna konstens uttryck.

### Spiraleoch tidiga böcker
Roth flyttade hemifrån 1953, och startade tillsammans med konstnärerna Marcel Wyss och Eugen Gomringer tidskriften Spirale, som gavs ut i nio nummer under åren 1953–1964. Hans konst vid den här tiden var mest inspirerad av den rådande konkretismen i samma anda som Max Bill. Han deltog i en mängd lokala samlingsutställningar, samtidigt som han skrev poesi, gjorde sin första organiska skulptur och experimenterade med op art. 1954 mötte han konstnären Daniel Spoerri vars vänskap skulle komma att betyda mycket. 1959 grundade Spoerri Editions MAT, ett förlag för limiterade upplagor av böcker och andra multiplar, och som tryckte några av Roths första verk.
1957 gifte sig Roth med den isländska konststudenten Sigríður Björnsdóttir, och flyttade med henne till Reykjavik. Här började han att koncentrera sig på att producera böcker och kom att skapa flera mycket inflytelserika artist's books, och för att kunna ge ut dessa grundade han, tillsammans med den isländska poeten Einar Bragi, förlagsverksamheten Forlag Ed. Exempelvis Bok ("Book") 1958,1959 och 1964 som består av ett 30-tal olika verk som var och en består av 24 lösa sidor, i två färger med utskurna hål, där läsaren själv kan placeras sidorna i vilken ordning som helst och därmed skapa olika mönster och optiska effekter. Ett annat exempel är Daily Mirror Book från 1961 som utgår från ett nummer av en dagstidning som skurits i 2X2 cm stora kvadrater och bundits samman till en 150 sidor tjock bok.
Bearbetning och omskapande av funnet textmaterial nådde sin logiska slutsats i boken Literaturwurst ("Literaturkorv") från 1961. Det första exemplaret gjorde han av en Daily Mirror som han mixade till en smet tillsammans med kryddor och annat utifrån ett korvrecept. Smeten stoppades i ett korvskinn och skickades till vännen Spoerri. Han kom att göra ett flertal litteraturkorvar som utgick från böcker och tidningar, och dessa utgjorde hans första i en rad med matrelaterade verk som skulle göra honom ryktbar under 1960-talet.

## 1960-talet

### The William and Norma Copley Award
1960 vann han the William and Norma Copley Award där juryn bestod av bland andra Marcel Duchamp, Max Ernst och Herbert Read. Utöver en stor summa pengar ingick även möjligheten att trycka en monografi, vilket Roth avböjde och istället bad om medel för att skapa ett helt nytt verk. Resultatet blev the Copley Book som gavs ut 1965, vilket är en semibiografisk dekonstruktion av processen att trycka en bok. Samma år ställde han ut på Arthur Köpckes galleri i Köpenhamn och på festivalen d’Art d’Avant-garde i Paris. Vid den här tiden påbörjade han ett kringflackande liv där han ställde ut runt om i Europa, på Island och i USA, något han skulle fortsätta med resten av livet.
En viktig händelse som skulle förändra hans inställning till konst var när han bevittnade Jean Tinguelys performance Homage to Modern Art i Basel 1961 vilket fick Roth att bryta med konstruktivismen och istället fokusera på en postmodern avantgardistisk praktik kopplad till neorealister som Tinguely och Arman, och gruppen som skulle bli känd som Fluxus, med konstnärer som Nam June Paik och Joseph Beuys.

### Fluxus
Även om Roth var nära vän med flera av medlemmarna i den tidiga Fluxus-rörelsen som Spoerri, Emmett Williams, Tinguely och flera andra, så höll han medvetet distansen till New York-konstnären George Maciunas som mycket av rörelsen kretsade kring. Han misstrodde Maciunas och flera Fluxuskonstnärer som han ansåg saknade talang och hantverkskunnande.
Men han kan ändå inskrivas i Fluxus-historien, exempelvis genom sitt deltagande i Spoerris An Anecdoted Topography of Chance, vilket är ett kollaborativt verk som samlar historier om Spoerri, Robert Filliou och Emmett Williams, och gavs ut på Something Else Press. Roth bidrog med historier i utgåvan från 1968 vilken senare har beskrivits som efterkrigstidens viktigaste och mest underhållande Artist's book. Han bidrog även med material till V TRe, en Fluxus-tidskrift vars ursprungliga redaktör var George Brecht, och publicerade verk i An Anthology, som gavs ut av La Monte Young, Jackson Mac Low och Maciunas 1963. Roth hade även erbjudit Fluxus att publicera hans Literaturwurst 1963, ungefär vid samma tidpunkt som utgivningen av de första Fluxkits med detta avslogs av Maciunas.

### Biologiskt nedbrytbar konst
1964 blev Roth och flera andra konstnärer erbjudna att göra ett beställningsverk, ett porträtt av konstsamlaren och handlaren Carl Laszlo för att fira hans 40-årsdag. Roth tog ett solariserat fotografi av Laszlo och målade över det med smältost vilket var hans första verkligt biologiskt nedbrytbara konstverk som han senare skulle bli så omtalad för. Som i serien Insel ("Öar") från 1968, där Roth använde blå skivor som han täckte med livsmedel arrangerade som öar. Detta i sin tur täcktes sedan med yoghurt och slogs in i plast och lämnade verken för att genomgå en rad transformationer från mögel, till bakteriell nedbrytning, insektsbemängt för att slutligen vara ren från biologiskt nedbrytbart material.

### Rhode Island, Providence
1964 erbjöds han en ett artist in residence-uppdrag  på Philadelphia Museum of Art, underförstått att han skulle skapa en konstruktivistisk bok. Men Roth ville istället skapa ett tredimensionellt verk och tillbringade tre månader med att skapa 6000 sidor, fotograferade, tryckta, återfotograferade, överritade och uppsatta på en vägg. Ungefär 500 av dessa fotograferades för att bli en bok som dokumenterar hela processen. Han anordnade sedan en fest där studenter bjöds in och fick ta de sidor som de tycker om. Hela verket kallades "Snö" och boken trycktes till slut 1970. Därefter börjar han som lärare på Rhode Island School of Design i början av 1965. Där lät han bland annat studenterna sätta och trycka hans första diktsamling Scheisse. Neue Gedichte von Dieter Rot (Skit. Nya dikter av Dieter Rot) som kom ut 1966. Eftersom studenterna inte kunde tyska så är boken full av stavfel och typografiska misstag.
1966 rensades hans studio i Providence ut för att hyras ut, och allt utom ett konstverk förstördes. Vid den här tiden skiljde sig Roth från Sigriđur men fortsatte ha en god relation med sin familj, som nu bestod av de tre barnen Karl, Björn och Vera. Roth kom att samarbeta i olika konstprojekt med sina barn - speciellt Björn - under hela livet.
Han samarbetade även med den amerikanska konstnären Dorothy Iannone som han träffade på Island 1967 då de inledde en relation som varade till 1974. Efter det fortsatte de att samarbete i olika konstprojekt. 2002 kom boken Dieter and Dorothy. Their Correspondence in Words and Works 1967-1998 där de publicerade hela sin brevkonversation under 33 års tid. 
I och med uppmärksamheten så ökade han skapandetakten och hans stora produktion inkluderar nu diktsamlingar, artist's books, skulpturer, målningar, multiplar, ljudinspelningssamarbeten med bland andra Emmett Williams, Hermann Nitsch och Richard Hamilton, smyckedesign, möbeldesign, affischer, grafik och installationer. Av allt detta var det installationerna som gradvis blev Roths främsta medium tillsammans med hans bokproduktion.

### Multiplar
Precis som många andra konstnärer inom Fluxus, popkonst och Arte Povera, så började Roth producera multiplar under mitten av 1960-talet. Den första bestod av en kaka i form av en motorcyklist som delades ut i 100 exemplar till besökarna till en av hans utställningar på Gallery Hansjorg Mayer. Få av dessa har så klart överlevt. För andra multiplar använde han choklad, exempelvis Untitled 1969 som består av en docka doppad i choklad ned till anklarna, choklad och fågelfrön i verket P.o.TH.A.A.VFB från 1968 som är en byst av konstnären tänkt att lämnas i en trädgård, banan i verket A Pocket Room by Diter Rot från 1968 som består av skivad banan placerat på ett grafisk tryck på en köksstol i en låda  och kaninbajs i multipeln Rabbit-Shit-Rabbit från 1972, där en chokladkaninform från Lindt användes för att göra kaniner av kaninbajs. I andra multiplar använde han exempelvis leksaksmotorcyklar, farinsocker, pussel och kryddor.

## 1970-talet

### Staple Cheese (A Race)
Sin första separatutställning i USA hade han på Eugenia Butler Gallery i Los Angeles 1970 där han ställde ut 37 portföljer fyllda med ost placerade på golvet, tillsammans med bildkonstverk skapade av ost på väggarna. Utställningen kallades Staple Cheese (A Race), vilket var en ordvits som refererade till Steeplechase, vilket är en form av hästsport. Väskorna skulle bara vara öppna under en dag medan osten på väggbilderna långsamt skulle glida nedåt mot en målad "mållinje". Dock gjorde lukten, larverna och flugorna snabbt att det blev omöjligt att gå in i rummet. Roth samlade senare in ett antal av de döda flugorna från rummet och placerade dem i en glasburk. Väskorna och annat från utställningen förvarades efter utställningen i en container under flera år tills galleristen Butler dumpade alltihop i öknen.
Roths arbeten blev allt mer varierade under 1970-talet. Han ställde bland annat ut tillverkningsinstruktioner - de så kallade Order Form Exhibitions. I den första av dessa skulle en eventuell köpare ta instruktionerna till vilket tryckeri som helst och själv göra ett Roth-tryck eller en multipel. vid ett annat tillfälle skapades instruktioner för hur man skulle låta en bagare göra ett Roth-bakverk. Hans viktigaste samlare, den tyska tandläkare Hanns Sohm, fick instruktioner för att själv kunna göra sin egen Litteraturkorv, vilken bland annat skulle bestå av Hegels samlade verk i 20 volymer. Mellan åren 1975 och 1987 gav han ut tidskriften Zeitschrift für Alles (Allas magasin), där han lovade att publicera allt som skickades in till honom, och vars enda redaktionella begränsning var att det som skulle publiceras högst fick vara fyra, och senare fem sidor långt. När tidskriften lades ned bestod sista numret av 1396 sidor. Vid mitten av 1970-talet påbörjades även ett försök att återutge Roths tidigare artist's books. Detta initierades av förläggaren Hansjörg Mayer, som Roth träffat 1963. Gesammelte Werke (Samlade verk) kom att bestå av 26 volymer.

### 96 Picadillies
I början av 1960-talet började Roth att närmast maniskt måla över vykort, eftersom "det är enklare att måla över trycksaker än tomma målardukar". Ett av hans mest kända verk 96 Picadillies från 1977, växte fram ur denna mani, och började med att han kom i kontakt med Richard Hamiltons, och hans fru Rita Donaghs samling med vykort föreställande Piccadilly Circus. 1970 trycktes sex av dessa övermålade vykort i storformat och samlades i en portfolio. 1977 publicerades 96 övermålade Picadilly-vykort i en bok, tillsammans med vykortens baksidor som inte var förändrade, men försedda med skärmärken så att de kunde klippas ut och användas som vykort.

## 1980- och 1990-talet

### Gartenskulptor
Med tiden blev Roths installationer allt större och allt mer processinriktade, och efter 1980 producerade han dem ofta tillsammans med sin son Björn eller med andra konstnärer.
Exempelvis Gartenskulptor (Trädgårdsskulptur) som började som en kopia av multipeln P.O.TH.A.A.VFB, ett självporträtt i form av en byst gjord i choklad och fågelfrön, placerad på ett fågelbord, och exponerad för väder och vind. Roth kallade dem "demonterade och ihopsatta objekt", och varje ny inkarnation utökade verket med exempelvis teckningar, målningar, skulpterade kaninerna, och kollage uppsatta på spaljéer i konstsamlares trädgårdar. Vid ett tillfälle krävdes till och med en riktig kanin och ett kaningryt. Sista gången som verket installerades i en trädgård var 1989. 1992 presenterades installationen på en utställning i Schweiz, vilket var första gången den visades inomhus och den upptog då ett helt rum. 1995 var den över 20 meter lång och omfattade allt möjligt, däribland en brandstege och TV-skärmar. År 2000, i Mönchengladbach, var verket 40 meter långt, och bestod av delar från alla inkarnationer av verket, inklusive jord som grävts upp av arkitekterna Herzog and de Meuron vid bygget av Schaulager i Basel.

### Sentida berömmelse
Roths konst blev allt mer uppmärksammad under 1980-talet. Det arrangerades en mängd retrospektiver över hela Europa, såväl som stora utställningar i New York. 1982 representerade han Schweiz vid Vennedigbiennalen,. Han kom att erhålla en mängd utnämningar och priser, däribland Genevan Prix Caran d’Ache Beaux Arts 1991, ett prestigefullt schweiziskt pris.
Dieter Roth avled av en hjärtattack 5 juni 1998, i sin studio i Basel, och ligger begravd vid Arnarstapi i Snaefellsnes på Island.

## Dieter Roth Academy
Till minne av Dieter Roth samlas varje år många av hans närmsta vänner, merparten konstnärer, däribland Sigurdur och Kristjan Gudmundsson, Dorothy Iannone, Runa Thorkelsdottir, Jan Voss, Henriette van Egten, Björn Roth, Andrea Tippel, Bernd Koberling, Petur Kristjansson, Rainer och Agnes Pretzell, Malcolm Green, Eggert Einarsson med flera, till en konferens som arrangeras runt om i världen och som kallas Dieter Roth Academy.
Roth finns representerad vid bland annat Moderna museet, British Museum, Victoria and Albert Museum, Metropolitan Museum, Museum of Modern Art, Cleveland Museum of Art, Städel, Art Institute of Chicago, Philadelphia Museum of Art, Minneapolis Institute of Art, Österreichische Galerie Belvedere, National Gallery of Art, Tate Modern och Saint Louis Art Museum.